# Uribe

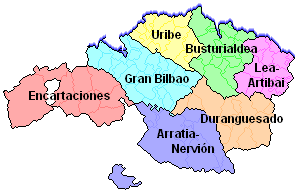
Les set comarques de Biscaia.

Uribe és una comarca de Biscaia, País Basc, que abasta dues valls paral·lels com són el del Txorierri i el de Butron, i una franja costanera. En molts documents anem a trobar, d'una banda, informació sobre la vall de Butrón, sota el nom de Comarca de Plentzia – Mungia i, per altra banda, informació sobre la vall del Txorierri, associada, històricament, a l'àrea metropolitana de Bilbao. És en l'actualitat, i des d'una perspectiva de caracterització de zones d'Agricultura de Muntanya al País Basc, quan ambdós valls, al costat d'altres municipis costaners, han passat a adoptar aquesta denominació comarcal d'Uribe.

## Municipis
Actualment aquesta comarca està composta de 22 municipis: 
- Arrieta
- Bakio
- Barrika
- Derio
- Erandio
- Fruiz
- Gamiz-Fika
- Gatika
- Gorliz
- Larrabetzu
- Laukiz
- Lemoiz
- Lezama
- Loiu
- Jatabe
- Meñaka
- Mungia
- Plentzia
- Sondika
- Sopela
- Urduliz
- Zamudio

Uribe ve marcada per la seva posició estratègica, tan prop de Bilbao, i la seva suau orografia, que en alguns municipis limiten amb el mar. D'aquí, sorgeix un paisatge molt humanitzat amb un hàbitat atomitzat i amb assentaments de fort contrast entre: el verd i el blau, el paisatge rural baserritarra i l'industrial, la cultura i arquitectura rural i la urbana, però, amb un denominador comú per a qualsevol dels municipis d'Uribe: les fortes arrels en usos, costums i patrimoni associat al caseriu i els seus productes.

## Història
La història documentada dels primers passos d'aquesta comarca roman gairebé oculta, exceptuant alguns assentaments del Paleolític i deixants romans disseminades localitzades. Destacar l'assentament humà de Kurtzio, un dels més antics de Biscaia situat a Sopela, el recinte fortificat de Berreaga entre Mungia i Gamiz-Fika, el monument megalític i els deixants funeraris de Zamudio. En aquestes zones i en la franja costanera des de la ria de Plentzia a Arminza, s'han localitzat interessants materials d'ús domèstic i defensiu de gran valor arqueològic. Però, aquesta és una etapa de la qual tot just queden vestigis en la comarca d'Uribe. En part és explicable a causa de la litografia del territori amb tot just existència de coves.
Els primers apunts amb gran riquesa documental i arquitectònica que trobem en aquesta comarca de Uribe ens situen en l'època medieval: cases torre, guerres de bàncols, la ruta jacobea de l'interior i de la costa, ermites... Cap destacar, també, que la història de la comarca té les seves petjades de màxim interès en els caserius i en l'enginy de les seves gents. Un altre dels aspectes a tenir en compte, dintre de la història d'aquesta comarca, és l'ús que es fa en aquesta comarca de l'aigua per a moldre el cereal que es produïx en les seves terres. Això, ha donat lloc a un important patrimoni preindustrial rural compost de molins i ferreries. Actualment, és la comarca del País Basc que més molins conserva. A més, és una comarca amb una climatologia i una terra, que ha permès, des d'antany, el cultiu de vinya per a l'elaboració d'un vi especial anomenat txacoli, que ha donat a la comarca un nom en el món gastronòmic, enològic i vitivinícola.

## Patrimoni
L'arquitectura i els béns mobles no són excessivament abundants. Del que existeix podem destacar tres apartats: 
- Arquitectura religiosa. En aquest apartat destaquen el conjunt de ermitas i humilladeros que es troben esquitxant els paratges de la comarca, juntament amb algunes esglésies de diversos estils arquitectònics.
- Arquitectura civil. Englobant un conjunt de cases torre i cases blasonades, reflex de la rica història medieval d'aquesta comarca situada geo-estratègicament.
- Arquitectura Tradicional Baserritarra. És en aquest apartat on es plasma la veritable riquesa patrimonial d'aquesta comarca, amb construccions de caràcter popular de gran qualitat i amb un interessant conjunt de caserius que abasten una trajectòria històrica i evolutiva dels s. xvi al xix. Aquest apartat tanca veritable valor etnogràfic.